# مهرعلی‌بیگ جوانشیر
مهرعلی‌بیگ جوانشیر (انگلیسی: Mehrali bey Javanshir؛ 1735 – ۱۷۸۵ (۴۹−۵۰ سال)) فرمانده نظامی ایرانی و حاکم خانات قره‌باغ بود.